# Сіннігес-Ари
Сінніге́с-Ари́ (рос. Синнигес-Ары) — невеликий річковий острів на річці Анабар. Територіально відноситься до Якутії, Росія.
Розташований в нижній течії річки ближче до лівого берега, навпроти початку протоки Думастай-Тебюлеге. Острів має видовжену форму, витягнутий із північного сходу на південний захід. Острів рівнинний вкритий пісками.
| Росія | Це незавершена стаття з географії Росії. Ви можете допомогти проєкту, виправивши або дописавши її. |